# Iziaslav I de Kiev
Iziaslav I de Kiev (Iziaslav Yaroslávich) (1024-3 de octubre de 1078) fue un príncipe de Turov y soberano del Rus de Kiev desde el 1054 al 1073 y del 1076 al 1078. Hijo mayor de Yaroslav I el Sabio, fue uno de los autores de la Pravda Yaroslávichey, la cual es parte del primer código de leyes de la Rus de Kiev llamado Justicia de la Rus (Ruska Pravda).
A Iziaslav se le acredita la fundación del Monasterio de las Cuevas de Kiev. Iziaslav entregó el control del monasterio a los monjes Antonianos, quienes fundaron un monasterio construido por los arquitectos de Constantinopla. Según la Crónica de Néstor (o Crónica Primaria), a principios del siglo XI, Antonio de Kiev, un monje ortodoxo del Monasterio Esphigmenou en el Monte Athos, vuelve a la Rus de Kiev como un misionero monástico. Él se instaló en una cueva del monte de Bérestove, el cual pasaba cerca del río Dniéper, y luego de un tiempo obtuvo una comunidad de discípulos.
En 1043, su padre, Yaroslav el Sabio, hizo un acuerdo con el rey Casimiro I el Restaurador en el que Casimiro reconocía a Cherven como parte de Kiev. El pacto fue sellado con dos casamientos— Casimiro con Dobroniega, la hermana de Yaroslav; e Iziaslav con Gertrudis, hermana de Casimiro. Con su esposa, Iziaslav tuvo tres hijos: Yaropolk, Mstislav y Sviatopolk.
Como resultado de una revuelta popular en 1068, Iziaslav fue desterrado y huyó a Polonia. Un año después tomó Kiev gracias a la ayuda del ejército polaco; sin embargo, en 1073 fue nuevamente expulsado por sus hermanos. En 1076 retomó Kiev, pero murió al poco tiempo, en una batalla contra los príncipes Оleg Sviatoslávich y Borís Viacheslávich.